# Вилесов, Фёдор Иванович
Фёдор Иванович Вилесов (1925—1978) — советский учёный-физикохимик, доктор физико-математических наук, профессор. Лауреат Государственной премии СССР (1985). Участник Великой Отечественной войны.

## Биография
Родился 13 ноября 1925 года в селе Белюково, Уральской области (ныне — Пермский край).
С февраля 1943 года после окончания средней школы призван в ряды РККА и после окончания военно-морского авиационно-технического училища с сентября 1943 года направлен в действующую армию, участник Великой Отечественной войны в составе 56-й авиационной базы ВВС ВМФ СССР, в звании старший сержант в 1950 году был демобилизован из рядов Советской армии.
С 1950 по 1955 годы обучался на физическом факультете Ленинградского государственного университета, параллельно с учёбой работал в научно-исследовательской лаборатории при ЛГУ. С 1955 по 1957 годы обучался в аспирантуре Научно-исследовательского физического института под руководством академика А. Н. Теренина.
В 1959 году защитил диссертацию на соискание учёной степени кандидата медицинских наук по теме: «Исследование фотоионизации органических паров и изучение влияния адсорбированных слоев на фотоэлектрическую эмиссию полупроводниковых катализаторов», в 1966 году — докторскую диссертацию по теме: «Фотоионизация органических молекул».
С 1957 по 1968 годы работал ассистентом, доцентом, заместителем заведующего и с 1968 по 1978 годы — заведующим кафедры фотоники НИИФ имени В. А. Фока, одновременно с 1967 года ему было присвоено звание профессора по кафедре физики и с 1977 по 1978 годы был деканом факультета естественных наук Ленинградского государственного университета.
Помимо основной деятельности Ф. И. Вилесов избирался председателем Совета по общей физике Министерства высшего и среднего специального образования РСФСР. Ф. И. Вилесов  автор более 150 научных работ, под его руководством было защищено 17 кандидатских и докторских диссертаций.
В 1985 году Постановлением ЦК КПСС и Совета Министров СССР «за цикл работ «Разработка метода фотоэлектронной спектроскопии и его применение в науке и технике» (1961—1983)» Ф. И. Вилесов был удостоен Государственной премии СССР.
Умер 7 февраля 1978 года в Ленинграде, похоронен на Южном кладбище.  

## Награды
- Медаль «За победу над Германией в Великой Отечественной войне 1941—1945 гг.»[6]

### Премии
- Государственная премия СССР (1985 — «за цикл работ «Разработка метода фотоэлектронной спектроскопии и его применение в науке и технике» (1961—1983)»[5])